# Thaumalea tridhata
Thaumalea tridhata är en tvåvingeart som beskrevs av Schmid 1970. Thaumalea tridhata ingår i släktet Thaumalea och familjen mätarmyggor. Inga underarter finns listade i Catalogue of Life.